# Snake (genre de jeu vidéo)
Pour les articles homonymes, voir Snake.

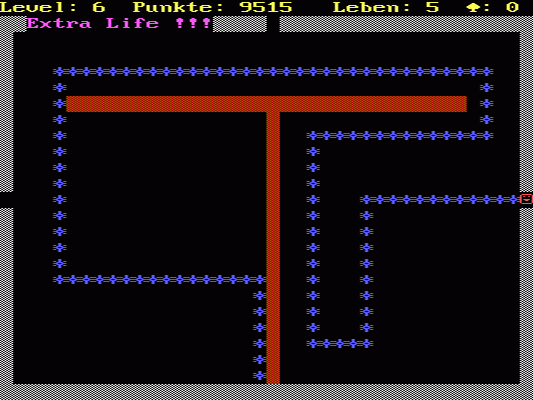
Un clone de Snake.

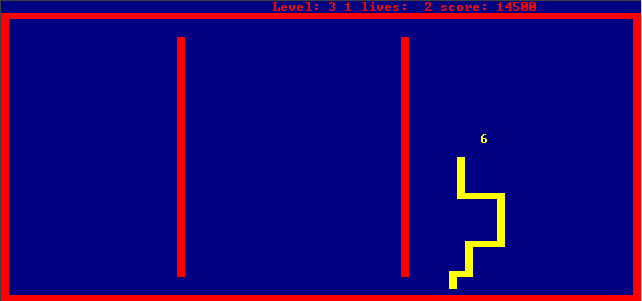
Version pour DOS

Le snake, de l'anglais signifiant « serpent », est un genre de jeu vidéo dans lequel le joueur dirige un serpent qui grandit et constitue ainsi lui-même un obstacle. Bien que le concept tire son origine du jeu vidéo d'arcade Blockade (en), il n'existe pas de version standard. Son concept simple l'a amené à être porté sur l'ensemble des plates-formes de jeu existantes sous des noms de clone.
Le jeu a connu un regain de popularité à partir de 1998 quand Nokia, une entreprise de télécommunications, l'a intégré dans ses produits. Avec l'émergence du nouveau support de jeu qu'est le téléphone mobile, il est devenu un classique du jeu sur appareil mobile.

## Concept

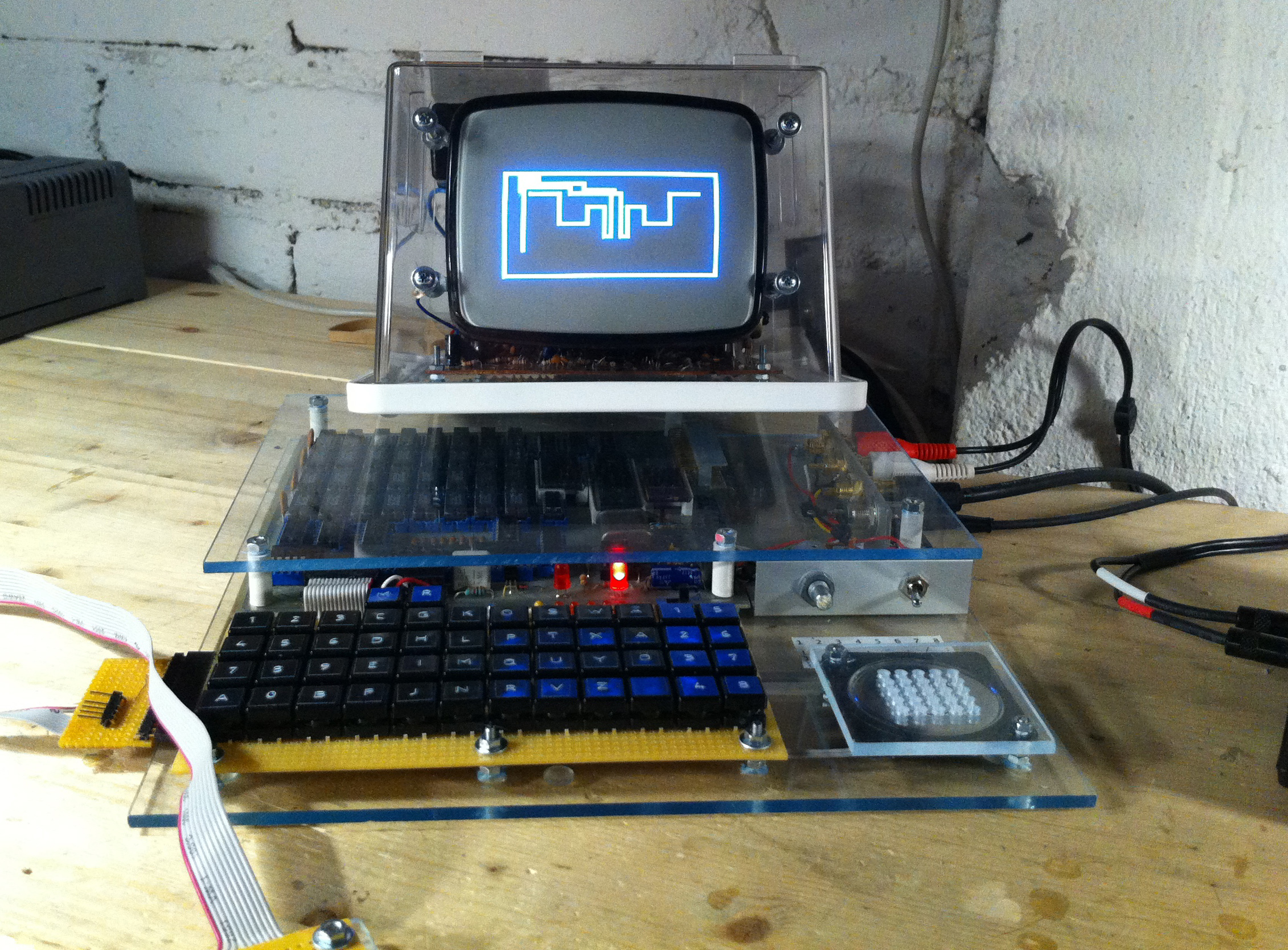
Snake, Telmac 1800, CHIP-8, 1978

Le joueur contrôle une longue et fine ligne semblable à un serpent, qui doit slalomer entre les bords de l'écran et les obstacles qui parsèment le niveau. Pour gagner chacun des niveaux, le joueur doit faire manger à son serpent un certain nombre de pastilles similaire à de la nourriture, allongeant à chaque fois la taille du serpent. Alors que le serpent avance inexorablement, le joueur ne peut que lui indiquer une direction à suivre (en haut, en bas, à gauche, à droite) afin d'éviter que la tête du serpent ne touche les murs ou son propre corps, auquel cas il risque de mourir.
Certains clones proposent des niveaux de difficulté dans lesquels varient l'aspect du niveau (simple ou labyrinthique), le nombre de pastilles à manger, l'allongement du serpent ou encore sa vitesse.

## Historique
Le concept de Snake vient du jeu d'arcade Blockade (en),, développé et édité par Gremlin Industries en 1976. La même année, un clone sort sous le nom de Bigfoot Bonkers. En 1977, Atari Inc. publie deux jeux inspirés de Blockade : le jeu d'arcade Dominos et le jeu Surround sur Atari 2600. Surround faisait partie des neuf jeux au lancement de l'Atari 2600 aux États-Unis et était vendu par Sears sous le nom de Chase. La même année, un jeu semblable est édité pour l'Astrocade sous le nom de Checkmate.

## Liste de jeux

### Sur téléphone Nokia
Nokia est célèbre pour inclure Snake dans la majorité de ses téléphones. Parmi les différentes versions :
- Snake - L'originale, pour téléphones monochromes. Les graphismes se résument à des carrés noirs et il dispose de quatre directions. Il a été programmé en 1997 par Taneli Armanto, un ingénieur de chez Nokia[7] et apparaît pour la première fois dans le Nokia 6110[8] ;
- Snake II - Inclus dans certains téléphones monochromes. Graphismes améliorés, introduction de bonus (insectes), d'une zone de jeu circulaire, et de labyrinthes (murs faisant obstacle placés dans la zone de jeu). Il est par exemple inclus dans le Nokia 3310, sorti en 2000 ;
- Snake Xenzia - Inclus dans les téléphones monochrome suivants (et certains téléphones couleurs d'entrée de gamme comme le Nokia 1600). Il est par exemple inclus dans le Nokia 1112, sorti en 2006 ;
- Snake EX - Inclus dans les téléphones couleurs. Première apparition dans le Nokia 9290 Communicator, en 2002. Les graphismes sont améliorés, et un mode multijoueur est inclus grâce au Bluetooth et à l'Infra-Red. Il est par exemple inclus dans le Nokia 6260, sorti en 2004 ;
- Snake EX2 - Première apparition dans le Nokia 3100 en 2003. Cette version est incluse dans de nombreux téléphones de la gamme Series 40 de Nokia ;
- Snakes - Une version en 3D. Le jeu est conçu pour N-Gage en 2005, développé par IOMO et édité par Nokia. Il inclut un mode multijoueur via Bluetooth. Les graphismes sont améliorés. Cette version a été également incluse dans les téléphones Nokia, sans le mode multijoueur dans certains smartphones de la Série N comme le N70, le N73, le N80, etc ;
- Snake III - Une version en 3D, différente de Snakes. Il est par exemple inclus dans le Nokia 3250, sorti en 2005, ainsi que sur Nokia 5310, Nokia 5610, Nokia 2700 classic[9], Nokia 2730 classic et Nokia 6300, et inclus un mode multijoueur via Bluetooth.
- Snakes Subsonic - Suite de Snakes, sorti le 22 mai 2008 sur N-Gage.

Le 29 novembre 2012, le musée d'art moderne de New York a annoncé que la version de Nokia de Snake était l'un des 40 jeux envisagés pour la collection du musée dans le futur.
Snake est encore inclus dans certains téléphones bas de gamme tel le Nokia 108, sorti en 2013.

### Jeux pour navigateur web
Le navigateur américain Google a intégré dans son navigateur la possibilité de jouer gratuitement à sa version de Snake. Celle-ci se fait uniquement en ligne. Il suffit de taper « Snake » dans le moteur de recherche pour y accéder.